# Estallido peruano en Apurímac
El estallido peruano en Apurímac corresponde a los acontecimientos de crisis política, protesta social y represión que formaron parte del estallido peruano de 2022-2023 que ocurrieron en el departamento de Apurímac. Tales acontecimientos incluyen una serie de protestas antigubernamentales iniciadas el 10 de diciembre de 2022 y culminados el 16 de febrero de 2023, incluyendo varios casos de actos de violencia, así como la represión de las fuerzas del orden. De acuerdo con la Defensoría del Pueblo, dejó al menos 7 civiles fallecidos, incluyendo 2 menores de edad, y 38 civiles heridos. Algunos de los manifestantes se declararon parte de una «insurgencia popular».
Durante los inicios de las protestas a nivel nacional, en Apurímac sucedieron los enfrentamientos más violentos y se han registrado actos delictivos como el secuestro de efectivos policiales y el ataque a comisarías, además de contar con lanzacohetes y artefactos incendiarios de fabricación artesanal.Los insurgentes y manifestantes pidieron la renuncia de la presidenta Dina Boluarte, departamento donde nació y a quien calificaron de «traidora»; el cierre del congreso de la República y nuevas elecciones generales. 
Apurímac inició con una corriente antigubernamental en el sur peruano. A los tres días de su declaración en insurgencia popular, sucedió en la ciudad de Ayacucho, una serie de acciones violentas que terminaron en la muerte de 10 civiles, lo que conllevó al aumento de acciones y movilizaciones a nivel nacional. En 2023, el paro fue total en el departamento de Puno, siendo el epicentro la ciudad de Juliaca, que sufrió la muerte de 18 manifestantes. En Madre de Dios, los bloqueos fueron de tal magnitud, que casi lo llevan al colapso total. Las movilizaciones se fueron pacificando de manera gradual.

## Antecedentes
El 7 de diciembre el presidente Pedro Castillo Terrones intentó disolver el Congreso de la República e intervenir el Poder Judicial, pero sin apoyo de las fuerzas armadas y la Policía Nacional (PNP) por lo que su autogolpe de Estado no surtió efecto. Ante esto, el congreso inició el proceso de vacancia amparándose en el artículo 46 de la Constitución Política del Perú. Castillo, finalmente, fue vacado y apresado cuando intentaba buscar asilo. Días antes, diversos colectivos de izquierda convocaron una marcha llamada «Toma de Lima» para el día 7 de diciembre con el objetivo de cerrar el congreso y mostrar apoyo a Pedro Castillo. Tras el fracaso del intento de autogolpe, simpatizantes del expresidente convocaron marchas y protestas a nivel nacional, sumándose diversos colectivos de izquierda, exigiéndose el cierre del congreso, la renuncia de la presidenta Dina Boluarte, nueva constitución y nuevas elecciones.

## Inicio de las protestas

### Movilizaciones por Andahuaylas
Las protestas en Andahuaylas comenzaron el 9 de diciembre, siendo pacíficas ese día.
Las manifestaciones fueron promovidas por frentes de defensas como el Frente de Defensa y Desarrollo de los Intereses de Apurímac. El 10 de diciembre, en Andahuaylas, ciudad del departamento de Apurímac, se produjeron violentos enfrentamientos entre manifestantes y efectivos policiales. 

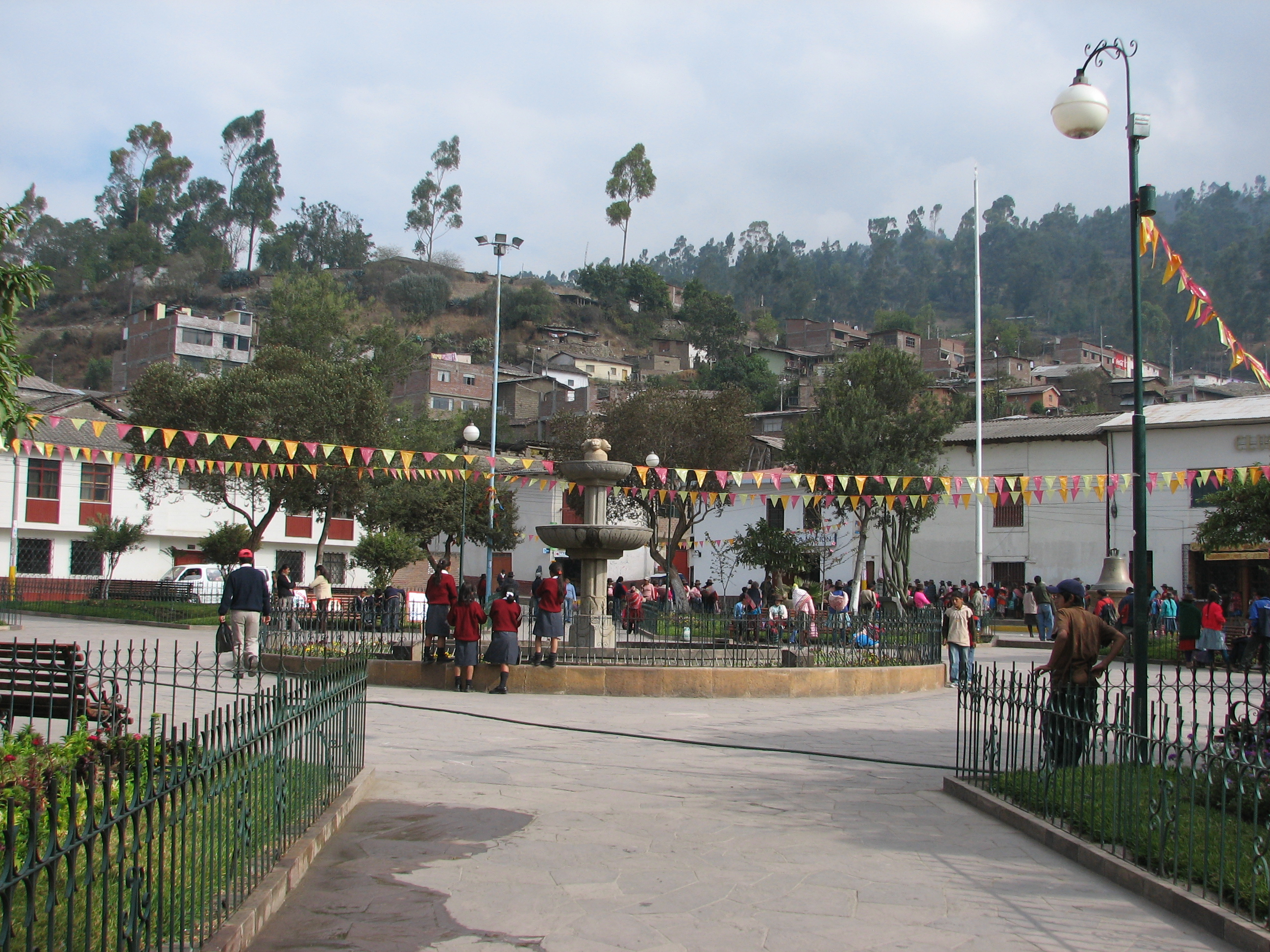
Plaza de armas de Andahuaylas

Con tres mil personas participantes,los manifestantes se congregaron en la feria dominical de la ciudad e intentaron llegar a la fiscalía local, ocurriendo los primeros incidentes. Durante la tarde, los manifestantes tomaron como rehenes a dos policías y solicitaron un «canje de prisioneros», a uno de ellos, lo llevaron a una garita construida en homenaje a los policías caídos en el Andahuaylazo. Ante ello, una división de 150 fuerzas especiales de la PNP acantonada en Abancay se movilizó hacia Andahuaylas en una avioneta. Horas después de los secuestros, por intermedio de la Defensoría del Pueblo, los manifestantes liberaron a los policías. 
Numerosas organizaciones sociales del departamento de Apurímac se declararon en «insurgencia popular» e iniciaron un paro regional desde el día el lunes 12 de diciembre.  Se publicó un «Decreto de insurgencia» a nombre de la Gran Nación Chanka. En dicho comunicado, se exigía el cierre del congreso, la renuncia de la presidenta Boluarte, nuevas elecciones y nueva constitución. Según el presidente de la Cámara de Comercio de esta región, se estima pérdidas diaria de seis millones de soles, principalmente obtenidas de la minería.
Por los enfrentamientos del primer día se registraron 20 civiles y 10 policías heridos.  Además, con los nuevos enfrentamientos en la sede de la División Policial de Andahuaylas y en el aeropuerto de Huancabamba, los manifestantes consiguieron vandalizar la zona, desde quemar llantas hasta dañar almacenes en este último. Se calcula que 50 efectivos de la PNP y colaboradores están en esas instalaciones.

### Toma del aeropuerto de Huancabamba
El 11 de diciembre, se registraron nuevos disturbios, provocando que los enfrentamientos entre los ciudadanos y la PNP se vuelvan cada vez más violentos. Ante ello el Gobierno Regional de Apurímac anunció la suspensión indefinida de clases en todos los niveles educativos y alertó a todas las instituciones trabajar bajo la modalidad virtual en todo el departamento, a excepción del sector salud.
Durante el día los manifestantes tomaron el aeropuerto de Huancabamba y retuvieron a más de 50 personas (entre trabajadores y policías) durante un tiempo, además causaron destrozos en varios puntos de las instalaciones aeroportuarias, incluyendo la pista de aterrizaje.

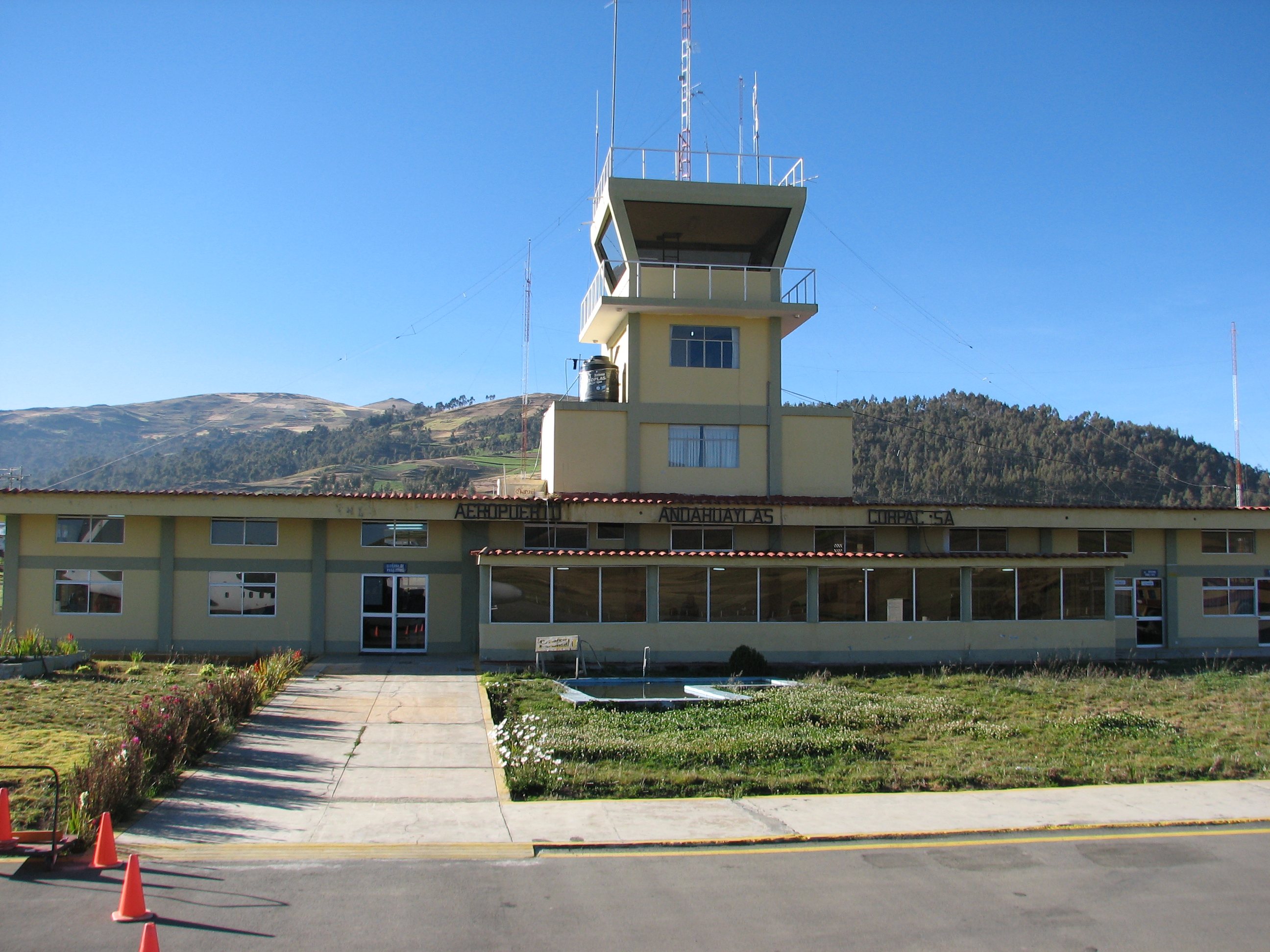
Aeropuerto de Huancabamba

Luego de la toma del aeropuerto, la policía al verse superada en número respondió con numerosos perdigones y munición real a los manifestantes, incluso un helicóptero llegó a la zona a reforzar a los efectivos policiales. Debido a estos enfrentamientos se registraron dos civiles muertos y más de 30 heridos (entre manifestantes y policías). La turba de manifestantes luego de enterarse de la muerte de dos de sus compañeros, incendiaron la comisaría de Huancabamba, y bloquearon las calles de los alrededores del aeropuerto, en la localidad de Huinchos.

## Cronología

### Expansión regional
El 12 de diciembre inició el paro indefinido en el departamento de Apurímac. Durante la mañana la presidenta Dina Boluarte declaró el estado de emergencia en todo el departamento junto a los de Ica y Arequipa. Los manifestantes sitiaron y apedrearon la comisaría de Chincheros reteniendo a 30 policías que se encontraban protegiéndola.Los efectivos sitiados, mencionaron radialmente «por intermedio de ustedes, por servicio necesitamos un helicóptero que venga a dispersar a las personas. Solo somos 30 efectivos y se nos está acabando la munición». A la vez, otro grupo de manifestantes incendió la sede de la fiscalía y consiguieron secuestrar otro policía para exponerlo ante el público, a quien lo pasearon como «trofeo» por toda la ciudad, lo golpearon y luego lo abandonaron, en la plaza del distrito de Uripa.
Se informó además que la policía usó fusiles y francotiradores, ya no solo perdigones y gas lacrimógeno. Durante el día, cuatro personas más fallecieron por los enfrentamientos.

#### Primer ataque con explosivos a la comisaría de Andahuaylas
Una facción de vándalos encapuchados atacaron la parte posterior de las instalaciones de la Divpol de Andahuaylas donde se encontraba un contingente de policías nacionales resguardando la institución. Los desconocidos lanzaron artefactos pirotécnicos (avellanas), y un explosivo artesanal que contiene dinamita y perdigones denominado “queso. Este acto dio como resultado 15 policías heridos, dos con pronóstico reservado y tres con heridas múltiples. Según la agencia RPP señalaron, uno de ellos presenta traumatismo maxilofacial por proyectil de arma de fuego, pero está estable, mientras que el otro paciente tiene traumatismo encéfalo craneano severo por fractura en la base del cráneo y su pronóstico es reservado.

#### Cese del prefecto
Con las medidas de cese de todos los prefectos a nivel nacional. El entonces representante de tal entidad de Apurímac, Eliseo Huamaní Curihuamaní, renunció a su cargo dos días después, el 14 de diciembre. Además, Huamaní expresó su lealtad hacia Pedro Castillo, y convocó a marchas.
El 13 de diciembre, en Abancay, manifestantes atacaron sede de la Fiscalía y la Corte Superior de Justicia. Para ese día, la mencionada ciudad capital acató completamente al paro. El jefe de la Dircote, general PNP Oscar Arriola, mencionó que hasta el momento, en Andahuaylas, se atacó a 14 comisarías.
El 14 de diciembre se realizaron ventas de productos por horario reducido, de 5 a 8 de la mañana, por acuerdo entre sus dirigentes. Además, se realizaron marchas contra los actos de violencia sucedidos en Abancay. También se denuncio que un grupo de manifestantes están pidiendo a los apurimeños que se unan a las protestas o caso contrario "habrá consecuencias".
El 15 de diciembre, los manifestantes recorrieron las calles de Andahuaylas con el féretro del joven de 19 años, Cristian Rojas, que falleció producto de los enfrentamientos.

#### Segundo ataque con explosivos a la comisaría de Andahuaylas
El 16 de diciembre, un grupo de manifestantes atacaron con material explosivo a la comisaría de Andahuaylas por segunda vez, dejando varios policías heridos.

### Periodo de tregua
El 17 de diciembre el comité de lucha regional anunció una tregua por dos días. Sin embargo, esta se expandió hasta el año siguiente.

### Paralización del sur
Las protestas nacionales se reanudaron el 4 de enero de 2023, el departamento de Apurímac siguió acatando las movilizaciones. 
El 4 de enero, la policía detuvo sorpresivamente al dirigente apurimeño, Milán Knezvich Vulkchevich, secretario general del Frente de Defensa y Desarrollo de los Barrios de Abancay y presidente del Frente de Lucha de Abancay, por haber amenazado a un comerciante, en la intervención la policía atropelló a una manifestante, aunque no resultó herida. Fue liberado luego de unos días.
El 10 de enero, el control policial se intensificó por todo el departamento debido a la quema de la Sala Mixta Descentralizada del Poder Judicial por un grupo de 30 personas. Se mantiene bloqueada la vía nacional de Andahuaylas y la vía interoceánica, mientras que el comercio y todo en general permanece paralizado en la provincia de Andahuaylas.

#### Batallón Apurímac
El 15 de enero unos 3000 manifestantes se organizaron e iniciaron un viaje en caravana hacia Lima para participar en la denominada "Segunda Marcha de los Cuatro Suyos". Andahuaylas continuó paralizado, la vía nacional en Champaccocha sigue bloqueada y se reportó la detención de 329 civiles por las protestas. El 18 de enero, 4 camiones con manifestantes de la provincia de Antabamba de Apurímac partieron a Lima, con ello, Antabamba se une a las provincias de Andahuaylas, Chincheros y Abancay en haber enviado personas a la capital para la marcha sobre Lima. La vía nacional de Chincheros aún sigue bloqueada, y la paralización económica en Abancay es todavía concreta. El departamento acató el paro nacional del 19 de enero y participó en la segunda marcha de los cuatro suyos.
La prensa local, Diario Pregón, denominó a los manifestantes que viajaron a Lima como "El Batallón Apurímac", integrada por manifestantes voluntarios de las provincias de Andahuaylas, Chincheros, Abancay, Antabamba y Cotabambas. El 10 de febrero, el dirigente Milán Knezvich denunció malos manejos del dinero recaudado para el batallón Abancay, la cantidad reunida se estima que superaron los 30.000 soles, El 10 de marzo, el mencionado dirigente detalló los gastos del "Batallón Apurímac" en Lima, y devolvió un saldo de S/ 889.00, el cual fue donado al orfelinato de Abancay.
El 20 de enero, decenas de manifestantes se congregaron en la plaza de Simón Bolívar y luego caminaron por las calles de este sector, perteneciente a Chalhuanca. Al día siguiente, una facción de protestantes ingresaron a la unidad minera Utunsa, perteneciente a la empresa Anabi, causando destrozos e incendiando el local, poco después se supo que dos vándalos murieron calcinados dentro de aquellas instalaciones mineras durante el incendio, y que la única intención del ataque era la de saquear. El 23 de enero, la población de Andahuaylas identificó a un policía infiltrado entre los manifestantes, este sujeto tenía una honda y reconoció que era policía, los manifestantes intentaron entregar al infiltrado a las autoridades locales, pero fueron dispersados por bombas lacrimógenas. El 27 de enero, ocurrió un enfrentamiento entre 2000 manifestantes y la policía en Andahuaylas, el conflicto habría iniciado cuando un grupo de personas arrojaron piedras a la comisaría.

#### Emboscada de Siete Vueltas
El 9 de febrero la policía desbloqueo el tramo Quillcaccasa-Izcahuaca de la vía Aymaraes-Puquio bloqueada en la provincia de Aymaraes, produciéndose un enfrentamiento con los manifestantes, una facción de estos incendiaron un bus interprovincial y una caseta de control. Paralelamente se desbloqueó el sector Siete Vueltas, donde un civil falleció instantáneamente por un proyectil de bala (natural de Huancabamba), tres fueron heridos por disparos (uno de gravedad) y 39 fueron detenidos y llevados a la comisaría de Abancay. Según algunos testigos, los manifestantes de Siete Vueltas, fueron emboscados por un gran contingente policial de al menos 7 patrulleros cuando ellos se encontraban pacíficamente en dos camiones. Esta información fue sostenida por la CNDDHH, por imágenes difundidas por TV epicentro, donde se aprecia a los dos camiones con 16 impactos de bala de largo y corto alcance, y por los familiares del joven fallecido. Por esta emboscada, se denunció al general PNP Luis Jesús Flores Solís, jefe del frente policial de Apurímac. El 27 de febrero, se reportó que en uno de los camiones donde se encontraba el joven fallecido, se encontraron 18 impactos de bala, mientras que físicamente se encontraron 3 balas y 7 casquillos de bala. El 10 de marzo, la fiscal provincial de Aymaraes, Rosmery Callaymara Ayquipa, acusó a los 39 manifestantes intervenidos el 9 de febrero de «disturbios».
La parte policial menciona que cuando intentaron detener a los dos camiones, estos empezaron a realizar disparos a los patrulleros. Durante la noche del 9 de febrero, ocurrió un enfrentamiento en Chalhuanca, tierra natal de Dina Boluarte, con el saldo de 7 personas heridas.

#### Retención de un policía
Al día siguiente, se reportó la desaparición de un efectivo policial, el cual había sido secuestrado por algunas personas y llevado a la comunidad de Huancabamba. El Ministerio Público confirmó esta información. La Defensoría del Pueblo en Apurímac, comunicó que logró contactarse directamente con el suboficial, y que este le habría manifestado que se encontraba en «buenas condiciones». El ministro de defensa, Jorge Chávez Cresta, declaró «la violencia está alcanzando niveles inadmisibles»." En la tarde del 11 de febrero, el policía fue liberado, mientras que los manifestantes detenidos fueron puestos en libertad.

#### Reactivación económica y fin de la insurgencia
El 12 de febrero, la policía y el ejército desbloquearon un sector de la Vía Interoceánica que une Ayacucho con Abancay. Además, los manifestantes dieron una tregua de 24 horas en la ciudad de Andahuaylas e ingresaron gran cantidad de vehículos de transporte de pasajeros y otros transportando productos de otras regiones. En Abancay, pobladores recorrieron varias calles con el féretro del joven Denilson Huaraca, quien falleció por los enfrentamientos del 9 de febrero.
El 16 de febrero, la PNP informó que todas las vías de la región Apurímac fueron liberadas, que no se registraron movilizaciones contra el gobierno en las principales ciudades y que desconocen el motivo por el cual los ciudadanos de la región ya no realizaron nuevas convocatorias.

## Consecuencias

### Fallecidos
De acuerdo con la información de la Defensoría del Pueblo, al menos fallecieron 7 civiles en el departamento por acción de las fuerzas del orden, incluyendo 2 menores de 15 y 17 años de edad, aunque el número de civiles apurimeños  fallecidos es mayor.

### Heridos y detenidos
Se han reportado más de 32 personas heridas, incluyendo 15 efectivos policiales (cifras al 14 de diciembre de 2022). Mientras que unos 329 civiles fueron detenidos (cifra al 15 de enero de 2023).

### Pérdidas económicas
Según el presidente de la Cámara de Comercio de la región Apurímac, se estimó pérdidas diarias de seis millones de soles, principalmente obtenidas de la minería.

## Reacciones
- El 11 de diciembre de 2022, el gobernador regional de Apurímac, Baltazar Lantarón Núñez, pidió la renuncia de la presidenta Dina Boluarte.[118]
- El 12 de enero de 2023, el nuevo gobernador regional de Apurímac, Percy Godoy Medina, pidió la renuncia de Boluarte, además de anunciar que no habrá diálogo con un gobierno «que tiene más de 40 muertos a nivel nacional», por último, exhortó a la población a movilizarse de manera pacífica.[119]

- El Consejo Regional de Apurímac culpó al Congreso de la República por las víctimas de la insurgencia, además de desconocer la declaratoria de emergencia en su departamento.[120]
- La presidente del Frente de Defensa del Pueblo en Ayacucho responsabilizó a Dina Boluarte por las muertes ocurridas en esos enfrentamientos, que fue formalizada en una denuncia penal.[121]